# 井上泰久
井上 泰久（いのうえ やすひさ、1987年 - ）は、日本の作曲家、編曲家、サクソフォーン奏者。東京都出身。株式会社ライトトラックス所属。

## 作品

### アニメ
- ブラザーフッド ファイナルファンタジーXV（2016年）秋月須清と共作
- 銀河英雄伝説 Die Neue These（2018年 - ）橋本しんと共作

### ゲーム
- マギアレコード 魔法少女まどか☆マギカ外伝（2017年 - ）
- グランツーリスモSPORT（2017年）

### 映画
- リベンジgirl（2017年）作曲・編曲・サックス演奏
- 夜明け（2019年）作曲・編曲
- 21世紀の女の子（2019年）作曲・編曲

### ドラマ
- 東京ヴァンパイアホテル（2017年）作曲・編曲